# Las cuatro estaciones

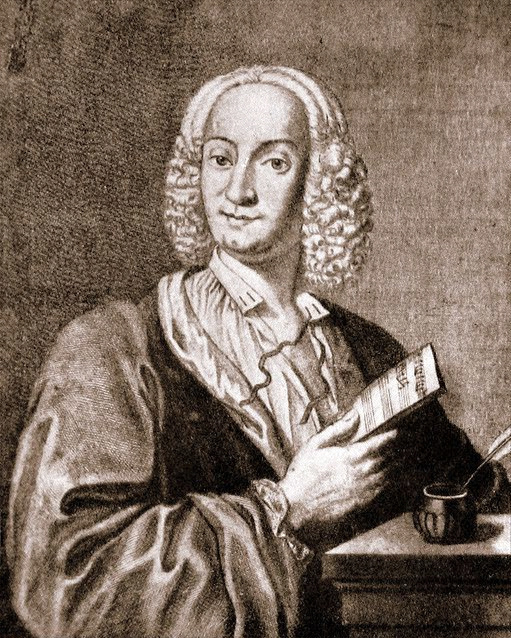
Antonio Vivaldi (grabado de François Morellon de La Cave)

Las cuatro estaciones (en italiano: Le quattro stagioni) es un grupo de cuatro conciertos para violín y orquesta (cada uno está dedicado a una estación: La primavera, El verano, El otoño y El invierno) del compositor italiano Antonio Vivaldi. 

## Historia
Compuestos alrededor del año 1721, fueron publicados por el editor Michel-Charles Le Cène en 1725 en Ámsterdam, junto con otros ocho conciertos para violín, como Il cimento dell'armonia e dell'inventione («Concurso entre Armonía e Invención»), Op. 8. El propio Vivaldi afirmó, en la dedicatoria al conde Morzin, que habían sido compuestas con anterioridad: los diversos manuscritos encontrados presentan algunas diferencias que confirman lo declarado por el autor.
«Il cimento», como la precedente colección de conciertos L'estro armonico opus 3, se compone de 12 conciertos. La diferencia entre las dos colecciones refleja la evolución del gusto de las primeras décadas del siglo XVIII: los conciertos del «cimento», son todos de tipo solista, mientras que en el «estro» junto a cuatro conciertos para violín solista hay ocho concerti grossi.
"Las cuatro estaciones" es la obra más conocida de Vivaldi. Inusual para la época, Vivaldi publicó los conciertos con unos poemas de acompañamiento (posiblemente escritos por el propio Vivaldi) que describían qué quería representar en relación con cada una de las estaciones. Proporciona uno de los ejemplos más tempranos y detallados de lo que después se llamaría música programática o descriptiva, música con un elemento narrativo. Por ejemplo, el Invierno está pintado a menudo con tonos oscuros y tétricos: por el contrario, el Verano evoca la opresión del calor, reproduciendo incluso una tormenta de verano en el último movimiento. 
Vivaldi se esforzó en relacionar su música con los textos de los poemas, traduciendo los versos poéticos directamente en música. En la sección media del concierto Primavera, cuando las ovejas duermen, su perro ladrando queda marcado por la sección de viola. De la misma manera se evocan otros acontecimientos naturales. 
Vivaldi divide cada concierto en tres movimientos, rápido-lento-rápido, y de la misma manera cada soneto se parte en tres secciones. Dos de estos movimientos, el primero y el tercero, están en tiempo de Allegro o Presto, mientras que el segundo está caracterizado por un tempo de Adagio o Largo, según un esquema que Vivaldi ha adoptado en la mayor parte de sus conciertos. 
El conjunto para todas las partituras son: violín solista, cuarteto de cuerdas (violín primo y segundo, viola, violonchelo) y bajo continuo (clavecín, órgano, archilaúd, tiorba).

## Lista de conciertos y movimientos
Vivaldi organiza la obra de la siguiente manera:
- Concerto n.º 1 en mi mayor, Op. 8, RV 269, «La primavera» (La primavera)

- I. Allegro (en mi mayor)
- II. Largo e pianissimo sempre (en do sostenido menor)
- III. Allegro pastorale (en mi mayor)

- Concerto n.º 2 en sol menor, Op. 8, RV 315, «L'estate» (El verano)

- I. Allegro non molto (en sol menor)
- II. Adagio e piano - Presto e forte (en sol menor)
- III. Presto (en sol menor)

- Concerto n.º 3 en fa mayor, Op. 8, RV 293, «L'autunno» (El otoño)

- I. Allegro (en fa mayor)
- II. Adagio molto (en re menor)
- III. Allegro (en fa mayor)

- Concerto n.º 4 en fa menor, Op. 8, RV 297, «L'inverno» (El invierno)

- I. Allegro non molto (en fa menor)
- II. Largo (en mi bemol mayor)
- III. Allegro (en fa menor)

## Estilo de la obra
Vivaldi escribió cerca de 500 conciertos para diversos instrumentos, 220 de ellos dedicados al violín, instrumento del cual era un virtuoso. Cuatro de estos conciertos, pertenecientes a Il cimento dell'armonia e dell'inventione y reunidos en el Op. 8 (1725) escritos para violín solista, orquesta de cuerdas y clavecín, son los que se conocen con el nombre de Las cuatro estaciones.

## Sonetos y alusiones

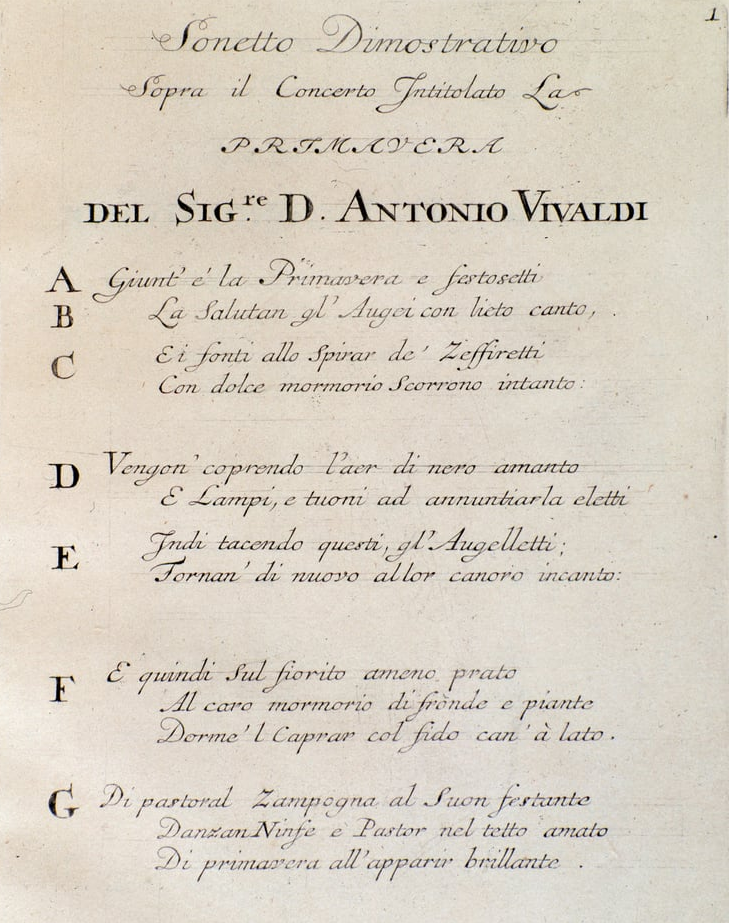
Primera página de la primera edición de "Il cimento dell'armonia e dell'Invente", Concierto n.º 1, Soneto de "La Primavera"

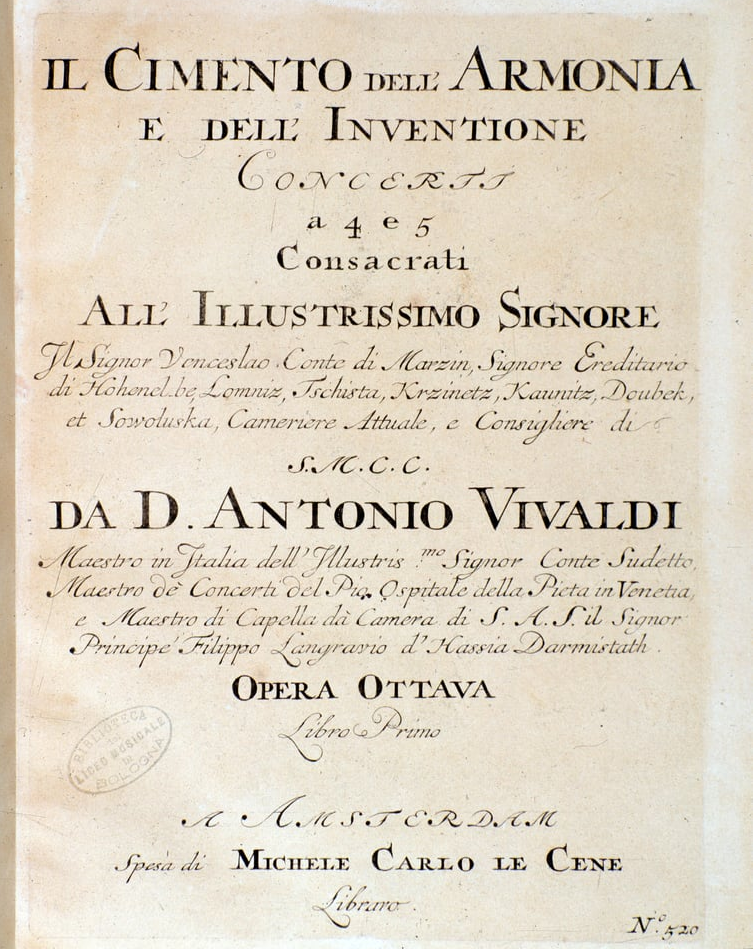
Portada de Cimento dell'Armonia e dell'Invenzione de Vivaldi que incluye Las cuatro estaciones

Hay cierto debate sobre si los cuatro conciertos fueron escritos para acompañar a los cuatro sonetos o si fue al revés.  Aunque no se sabe quién escribió estos sonetos, hay una hipótesis que sostiene que Vivaldi mismo los escribió, considerando que cada soneto está dividido en tres secciones, claramente correspondientes a un movimiento en el concierto. Cualquiera que fuese quien escribió los sonetos, Las cuatro estaciones pueden calificarse de música programática, música instrumental que pretende evocar algo extra-musical y una forma artística que Vivaldi pretendía demostrar que era suficientemente sofisticada para ser tomada en serio.
Además de estos sonetos, Vivaldi proporcionó instrucciones como «El perro que ladra» (en el segundo movimiento de «La primavera»), «Languidez causada por el calor» (en el primer movimiento del «Verano»), y «los borrachos se han quedado dormidos» (en el segundo movimiento del «Otoño»). Las cuatro estaciones se usaron en la película de 1981 Las cuatro estaciones junto con otros conciertos para flauta de Vivaldi.

### Texto de los sonetos
| Soneto    | Italiano | Español |
| --------- | --- | --- |
| Primavera | Allegro Giunt' è la Primavera e festosetti La Salutan gl' Augei con lieto canto, E i fonti allo Spirar de' Zeffiretti Con dolce mormorio Scorrono intanto: Vengon' coprendo l' aer di nero amanto E Lampi, e tuoni ad annuntiarla eletti Indi tacendo questi, gl' Augelletti; Tornan' di nuovo al lor canoro incanto: Largo E quindi sul fiorito ameno prato Al caro mormorio di fronde e piante Dorme 'l Caprar col fido can' à lato. Allegro Di pastoral Zampogna al suon festante Danzan Ninfe e Pastor nel tetto amato Di primavera all' apparir brillante.                                                   | Allegro Llegó la primavera y festejándolo La saludan los pájaros con alegre canto, Y las fuentes con el soplo de los cefirillos Con dulce murmullo discurren entretanto: Vienen cubriendo el aire con negro manto, rayos, y truenos, elegidos para anunciarla Callando así estos, los pajarillos; Vuelven otra vez a su canoro encanto. Largo Y así, sobre el florido y ameno prado, Al caro murmurar de bosques y plantas Duerme el cabrero con el fiel can al lado. Allegro De la pastoral zanfoña al son festejante Danzan ninfas y pastores en el techo amado A la brillante llegada de la primavera.                                                     |
| Verano    | Allegro Sotto dura Staggion dal Sole accesa Langue l' huom, langue 'l gregge, ed arde il Pino; Scioglie il Cucco la Voce, e tosto intesa Canta la Tortorella e 'l gardelino. Zeffiro dolce Spira, mà contesa Muove Borea improviso al Suo vicino; E piange il Pastorel, perche sospesa Teme fiera borasca, e 'l suo destino; Adagio e piano - Presto e forte Toglie alle membra lasse il Suo riposo Il timore de' Lampi, e tuoni fieri E de mosche, e mosconi il Stuol furioso! Presto Ah, che pur troppo i Suo timor Son veri Tuona e fulmina il Ciel e grandinoso Tronca il capo alle Spiche e a' grani alteri. | Allegro Bajo dura estación por el Sol encendida Languidece el hombre, languidece el rebaño, y arde el pino; Suelta el cuco la voz, y cuando la entienden Cantan la torcaz y el jilguero. El Céfiro dulce sopla, pero en disputa Se mueve Bóreas de improviso a su lado; Y llora el zagal, porque suspendida Teme a la fiera borrasca, y su destino. Adagio e piano - Presto e forte Roba a sus miembros laxos el reposo El miedo al relámpago, y los fieros truenos ¡y de las moscas, y moscones, el tropel furioso! Presto ¡Ah, que son sus temores verdaderos! Truena y fulmina el cielo y granizoso Trunca las cabezas de las espigas y los granos altera. |
| Otoño     | Allegro Celebra il Vilanel con balli e Canti Del felice raccolto il bel piacere E del liquor de Bacco accesi tanti Finiscono col Sonno il lor godere. Adagio molto Fà ch' ogn' uno tralasci e balli e canti L' aria che temperata dà piacere, E la Staggion ch' invita tanti e tanti D' un dolcissimo Sonno al bel godere. Allegro cacciator alla nov' alba à caccia Con corni, Schioppi, e cani escono fuore Fugge la belva, e Seguono la traccia; Già Sbigottita, e lassa al gran rumore De' Schioppi e cani, ferita minaccia Languida di fuggir, mà oppressa muore.                                            | Allegro Celebra el rústico, con bailes y cantos La feliz vendimia y el alegre placer Y del licor de Baco encendidos tantos, Acaban con sueño su gozo. Adagio molto Hace cada uno saltos y bailes y cantos El aire que templado da placer, Y la estación que invita a tantos De un dulcísimo sueño al bello gozo. Allegro Cazador que al alba sale a la caza con cuernos, escopetas y jaurías salen fuera Huye la fiera, y la rastrean; Ya sorprendida, y agotada por el gran ruido de escopetas y perros, herida amenaza, Lánguida, con huir, pero abrumada muere.                                                                                            |
| Invierno  | Allegro Aggiacciato tremar trà nevi algenti Al Severo Spirar d' orrido Vento, Correr battendo i piedi ogni momento; E pel Soverchio gel batter i denti; Largo Passar al foco i di quieti e contenti Mentre la pioggia fuor bagna ben cento Allegro Caminar Sopra il giaccio, e à passo lento Per timor di cader girsene intenti; Gir forte Sdruzziolar, cader à terra Di nuove ir Sopra 'l giaccio e correr forte Sin ch' il giaccio si rompe, e si disserra; Sentir uscir dalle ferrate porte Sirocco, Borea, e tutti i Venti in guerra Quest' é 'l verno, mà tal, che gioja apporte.                            | Allegro Helado tiritar entre la nieve plateada al severo soplo del hórrido viento correr batiendo los pies en todo momento; Y por el soberbio castañetear los dientes; Largo Estar junto al fuego, tranquilos y contentos, Mientras afuera la lluvia moja a ciento. Allegro Caminar sobre el hielo, y a paso lento Por miedo a caer avanzar con cuidado; Ir firme, resbalar, caerse al suelo De nuevo ir sobre el hielo y correr rápido Sin que el hielo se rompa, y se desmenuza; Sentir que sale de las puertas herradas Siroco, Bóreas, y todos los vientos en guerra Esto es el invierno, pero tal, que alegría nos trae.                                 |

## Grabaciones

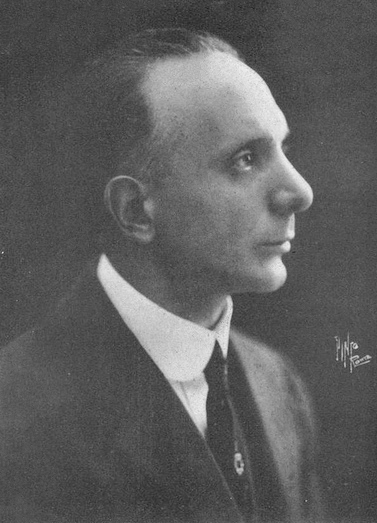
Bernardino Molinari, que realizó la primera grabación eléctrica de Las cuatro estaciones en 1942.

La primera grabación de Las cuatro estaciones es una cuestión disputada. Hay un disco compacto de uno hecho por el violinista Alfredo Campoli que es tomado de acetatos de una retransmisión de estudio de una radio francesa; se cree que data de principios de 1939. La primera grabación eléctrica se hizo en 1942 por Bernardino Molinari, y aunque su adaptación es algo diferente de lo que se espera en una interpretación moderna, es claramente reconocible. Esta primera grabación de Molinari se hizo para Cetra, se publicó en Italia y posteriormente en los Estados Unidos en seis vinilos de 78 en los años 1940. Fue entonces publicado otra vez en LP en 1950, y fue de nuevo reeditada en disco compacto.
No sorprende que le siguieran nuevas grabaciones. La siguiente se hizo en 1948 por el violinista Louis Kaufman, por error considerada la "primera" grabación, realizada durante la noche en Nueva York usando tiempo de estudio "muerto" y bajo la presión de una inminente huelga de músicos.[cita requerida] Los intérpretes eran la orquesta de cámara del Concert Hall bajo Henry Swoboda, Edith Weiss-Mann (clavecín) y Edouard Nies-Berger (órgano). Esta grabación ayudó a la repopularización de la música de Vivaldi en el repertorio general de Europa y América después del trabajo realizado por Molinari y otros en Italia.[cita requerida] Ganó el Grand Prix du Disque francés en 1950, fue elegido para el Salón de la Fama Grammy en 2002, y en 2003 fue seleccionada para el Registro Nacional de Grabaciones en la Biblioteca del Congreso. Kaufman, intrigado al saber que los cuatro conciertos eran en realidad parte de un conjunto de doce, emprendió la búsqueda de toda la partitura y al final grabó los otros ocho conciertos en Zúrich en 1950, haciendo de esta la primera grabación completa del opus 8 de Vivaldi.
The World's Encyclopedia of Recorded Music en 1952 cita solo dos grabaciones de Las cuatro estaciones – por Molinari y Kaufman. Para el año 2011 aproximadamente mil versiones diferentes han sido realizadas desde la de Campoli en 1939.[cita requerida]
I Musici siguieron en 1955 con la primera de varias grabaciones de Las cuatro estaciones con diferentes solistas. El emparejamiento de 1955 con Félix Ayo fue la primera grabación absoluta que hizo el conjunto; posteriores grabaciones de I Musici presentan a Félix Ayo de nuevo en 1959, Roberto Michelucci en 1969, Pina Carmirelli en 1982, Federico Agostini en 1990, y Mariana Sîrbu en 1995. Las grabaciones de I Musici con Félix Ayo son aún de referencia, aunque era con instrumentos modernos.
Le siguió la grabación, en 1957, por I Solisti de Zagreb, bajo la batuta de Antonio Janigro con Jan Tomasow como violín solista y Anton Heiller al clavecín, para el sello Vanguard, nuevamente editado bajo la Philips y otros sellos. El crítico de música, musicólogo y compositor, Wilfrid Howard Mellers, escribió sobre esta interpretación «... los solistas frasean su lirismo bellamente».[cita requerida] J. T. (John Thornton)  escribió sobre esta grabación en la revista HIFI Stereo Review (octubre de 1958, página 88):

De todos los lanzamientos Vanguard en estéreo, ¡este es de lo mejor! Lo tiene todo. Lo mismo que el magnífico lanzamiento de Petronchka de Londres, esta grabación de las "Estaciones" de Vivaldi es tan buena que es casi imposible individualizar un solo elemento de él y llamarlo "lo mejor". Aquí hay un conjunto sin par que interpreta, seguido por la segura interpretación de Tomasow. Janigro revela su talento en la dirección, que compite con su considerable talento para tocar el violonchelo. Le quattro slaggioni emerge como un doble triunfo, esa rara reunión de todas las fuerzas, musical y de ingeniería, un estándar al que seguir, un producto del que estar orgulloso. Confío en que Vanguard haga un montón de dinero con ello, también, pues esto no es un accidente. Ha llevado un montón de planeamiento y buena ingeniería. Los hermanos Solomon, que dirigen Vanguard, deben ser felicitados. Ahora, si alguien le dice a ciertos distribuidores y vendedores que "Las estaciones" no empieza y acaba con la caza, la pesca, el béisnbol y el fútbol americano, y si se emocionan con esto tanto como yo, entonces Vanguard obtendrá beneficios y hará más discos con los Solisti de Zagreb, para que los coleccionistas sean más felices de gastar su dinero en discos semejantes. Un buen ejemplo de un delicioso círculo.

Ivan Supek escribió sobre esta grabación:

Intentaré transmitirles cuánto de esta grabación significa para mí, y podría significar para ti, también. Mi primer encuentro con el disco tuvo lugar hace casi treinta años, cuando "nuestro" Antonio me reveló el verdadero significado de la pieza de otro gran Antonio, su famoso homónimo, cuyas “Le Quattro Staggioni” difícilmente podía volver a escuchar debido a las "grandes" interpretaciones, de hecho demasiado grandiosas, usuales en la época, y mucho menos disfrutarlas. Qué cambio más enorme fue - una ventana a un nuevo mundo; música que es rápida, precisa y verdadera, la entonación es correcta, el continuo apropiado, y el violín de bello sonido, en correcta correlación con los Solistas de Zagreb. El tono seguro y bello del violinista Jan Tomasow se relaciona a la perfección con los Solistas; toda la interpretación está impregnada con el espíritu del perfeccionismo de Janigro, dejando que la música y su alma se expongan con plenitud. Ha sido durante mucho tiempo la única grabación que yo podía escuchar. Sólo durante [la] última década algunos chicos nuevos, tocando instrumentos auténticos, me han ofrecido un placer similar y comprensión de la música de Antonio Vivaldi y con gran placer, la interpretación de Janigro ya no es la única elección para mí. En mi opinión, esto también demuestra que la interpretación de Janigro en cooperación con los Solistas de Zagreb iba por delante de su tiempo, como corrobora Ígor Stravinski, que dijo que era la más bella interpretación de “Le Quattro Staggioni” que nunca oyó, una afirmación que sólo supe hace poco. No hay que sorprenderse, puesto que la "desnudez" y precisión de la interpretación de Janigro debe haberle atraído. Fue mucho más tarde cuando descubrí la excelencia de la grabación también. En aquella época, los Solistas de Zagreb grababan para Vanguard, mayormente en Viena en varios locales, y esta en particular se hizo en 1957 en la Rotenturmstrassaal. La grabación fue producida por Seymour Solomon, productor jefe de toda la edición, quien personalmente llegó desde los Estados Unidos para supervisar cada grabación que se hizo con los Solistas de Zagreb, mientras que la rama Vanguard en Viena, “Amadeo”, estaba a cargo de la organización. (Mi gratitud a uno de los fundadores de los Solistas de Zagreb, el señor Stjepan Aranjoš, por proporcionarme importante información). Janigro era un perfeccionista, a menudo despiadado, no sólo en asuntos musicales sino también en términos de sonido, de manera que participaba directamente y con intensidad en [el] proceso de grabación, que era bastante infrecuente en aquella época. Todo con gran cuidado, todos los participantes en el proyecto, se refleja ampliamente en la misma grabación, dando como resultado una interpretación aérea de espacio y extensión apropiadas, con sólo alguna "congestión" ocasional de tonos alto en las secciones forte.

Paul Shoemaker escribió sobre esta grabación:

Nada de lo que he oído cambia mi opinión de que las mejores Estaciones de todos los tiempos fue interpretada por Jan Tomasow con I Solisti di Zagreb y bellamente grabada por Vanguard en los primeros momentos de la época estéreo. Si tienes casi cualquier otra versión de las Estaciones, querrás esta, también. Si el dinero y el espacio no suponen ningún obstáculo, merece la pena tenerla.

La grabación de 1969 por la Academy of St. Martin-in-the-Fields dirigida por Neville Marriner, con el solista Alan Loveday, se dice que movió la pieza desde el reino de lo esotérico al de los programas y conocimiento popular.
Sin duda alguna, ha sido un aspecto de estas grabaciones de músicos clásicos distinguirlas de los demás, con interpretaciones historicistas, y embellecimientos, hasta el punto de varias los instrumentos y los tempi, o tocando notas de manera diferente a lo que el espectador espera (da lo mismo si el compositor lo especificaba o no). Se dice que la obra de Vivaldi presenta tales oportunidades para la improvisación.
Uno de los primeros discos destacados de la vertiente historicista son las Quattro Stagioni de Sigiswald Kuijken (director y solista) y la Petite Bande,  disco publicado en 1980 por RCA/Seon.
En 1982, el inglés Trevor Pinnock dirigió, desde el clavecín una versión historicista, también con instrumentos de época, con el violinista Simon Standage y The English Concert, para ARCHIV. De ella han dicho:

La versión de Archiv con Simon Standage con el English Concert, dirigida desde el clavecín por Trevor Pinnock, tiene la ventaja de usar un nuevo conjunto de partituras encontrada en la Biblioteca de Música Henry Watson de Manchester, que ha añadido además la corrección de pequeños errores textuales del texto de Le Cène en uso normal. La interpretación de Archiv también (mínimamente) introduce a un segundo solista y se interpreta con instrumentos de época. Los intérpretes crean un sonido relativamente íntimo, aunque su enfoque verdaderamente no carece de drama, mientras que la contribución del solo tiene un impresionante estilo y bravura.

La grabación de Nigel Kennedy en 1989 de Las cuatro estaciones con la English Chamber Orchestra vendió más de dos millones de copias, convirtiéndose en una de las obras clásicas superventas de todos los tiempos.
A los británicos, que grabaron estas piezas en los ochenta le sucedieron, en los noventa, los grupos italianos, pudiendo mencionarse la versión de Fabio Biondi del año 1991 con L’Europa Galante para OPUS 111. 
Gil Shaham y la Orquesta de Cámara Orpheus grabaron Las cuatro estaciones así como un video musical para el primer movimiento de "Invierno" que apareció con regularidad en The Weather Channel a mediados de los años noventa.